# Ondřej Mucha
Ondřej Mucha (* 25. května 1986, Prostějov) je český varhaník a pedagog.

## Životopis
Ondřej Mucha vystudoval Konzervatoř Evangelické akademie v Kroměříži, sbormistrovství chrámové hudby na Univerzitě v Hradci Králové a obor hra na varhany na Vysoké škole múzických umení v Bratislavě.
Věnuje se koncertní činnosti. Vedle pravidelných varhanních koncertů v Česku i v zahraničí (Slovensko, Polsko, Rakousko, Španělsko, ad.) vystoupil také na několika mezinárodních varhanních festivalech.
Působí jako varhaník v klášterním kostele sv. Jana Nepomuckého v Prostějově, kde založil cyklus varhanních koncertů. Usiluje o obnovu tamních varhan. V oblasti chrámové hudby se zabývá také tvorbou sborových skladeb.
Je uměleckým ředitelem Varhanního festivalu Karla Hejduška.

## Ocenění
V roce 2012 obdržel v rámci varhanní soutěže ORGANUM REGIUM cenu za vynikající pedagogické vedení.